# René Bouteiller
René Bouteiller, né le 30 décembre 1925 dans le XVe arrondissement de Paris et décédé le 24 juin 2015 à La Châtre,  est un footballeur français. Il évolue au poste d'attaquant.

## Biographie
René Bouteiller évolue principalement en faveur du Stade rennais et du FC Nantes.
Il dispute 11 matchs en Division 1, inscrivant trois buts, et 48 matchs en Division 2, marquant 13 buts.
Il marque 12 buts en Division 2 lors de la saison 1951-1952, ce qui constitue sa meilleure performance. 
Il inscrit deux doublés en Division 2 avec Nantes. Il marque son premier doublé le 11 mai 1952, sur la pelouse d'Alès (victoire 2-0). Il marque son second doublé seulement une semaine plus tard, lors d'un déplacement à Toulon (défaite 6-3).